# Bromeliagrion rehni
Bromeliagrion rehni är en trollsländeart som beskrevs av Garrison in De Marmels och Rosser W. Garrison 2005. Bromeliagrion rehni ingår i släktet Bromeliagrion och familjen dammflicksländor. Inga underarter finns listade i Catalogue of Life.